# Essas Mulheres
Essas Mulheres é uma telenovela produzida pela RecordTV e exibida entre 2 de maio e 21 de outubro de 2005 totalizando 149 capítulos, substituindo A Escrava Isaura e sendo substituída por Prova de Amor. Foi a segunda novela produzida pela emissora desde a retomada da dramaturgia em 2004. Foi baseada em três obras clássicas de José de Alencar: Senhora, Lucíola e Diva. Escrita por Marcílio Moraes, com a colaboração de Bosco Brasil, Cristianne Fridman e Rosane Lima, sob direção de Fábio Junqueira e João Camargo, direção geral de Flávio Colatrello Jr. e direção de núcleo de Hiran Silveira.
Conta com Christine Fernandes, Carla Cabral, Miriam Freeland, Gabriel Braga Nunes, Adriana Garambone, Paulo Gorgulho, Ana Beatriz Nogueira e João Vitti nos papéis principais.

## Antecedentes
O escritor brasileiro José de Alencar escreveu as três obras que deram base para a novela: Senhora, Diva e Lucíola. O romance Senhora, um dos três no qual foi baseada a telenovela, já foi adaptado outras quatro vezes; a primeira pela TV Paulista em 1953; duas pela extinta TV Tupi, uma em 1962 e outra em 1971, com o título O Preço de um Homem; e na telenovela homônima, exibida em pela Rede Globo em 1975. A decisão de adaptá-las veio do autor Marcílio Moraes, unindo-os em uma mesma telenovela. Herval Rossano, que dirigiria a novela após o término de A Escrava Isaura, desentendeu-se com a direção da emissora e desligou-se da emissora, passando a direção para Flávio Colatrello Jr.

## Enredo

Carla Cabral, Christine Fernandes e Miriam Freeland vestidas como as três protagonistas.

No Rio de Janeiro de 1880 Aurélia, Maria da Glória e Mila são três amigas que a vida coloca em rumos completamente diferentes. Aurélia é uma moça pobre que fica órfã e é despejada de casa quando seu tio Lemos vende o imóvel sem piedade, além de perder o grande amor de sua vida, o jornalista Fernando Seixas, para a arrogante Adelaide, para quem ela trabalhava de empregada, quando esta oferece um dote milionário que salvaria a família dele da falência. Com o pai acamado, Maria da Glória vende a virgindade para pagar os remédios, porém é expulsa de casa quando o patriarca descobre, decidindo forjar a própria morte para não envergonhar a família e tornando-se a maior cortesã do Rio de Janeiro sob o nome de Lúcia Bicallo. Ela é venerada por Ferreira, que liquida sua fortuna por ela, mas vive um romance com o diplomata Paulo, que sonha em tirá-la desta vida para irritação do cafetão Cunha.
De família tradicionalista, Mila é uma moça de ideais abolicionistas, que se apaixona pelo médico negro Augusto e sonha em se tornar pintora, criando quadros que exploram a sexualidade. Ela vive em conflito com sua maquiavélica e conservadora mãe Leocádia, que não aceita que a filha se desvirtue do padrão da alta sociedade. Enquanto isso Aurélia recebe a herança inesperada de seu avô paterno, que lhe deixa uma das maiores fortunas do Brasil, retornando ao Rio de Janeiro um ano depois para se vingar de Fernando ao mandar oferecer-lhe um alto dote para se casar com uma suposta desconhecida, revelando toda a verdade no dia do casamento e mostrando-lhe toda amargura de um amor desperdiçado.

## Reprises
Foi reprisada pela primeira vez pela Record entre 9 e 31 de outubro de 2007, substituindo a novela colombiana Zorro: A Espada e a Rosa, às 17h. Porém, devido aos baixos índices de audiência foi retirada da programação com apenas 17 capítulos sem prévio aviso ou desfecho.
Entre 21 de outubro de 2007 a 14 de março de 2008 foi reprisada no canal por assinatura Fox Life às 7h com reapresentação às 13 horas.
Foi reprisada pela Rede Família entre 24 de junho de 2013 a 17 de janeiro de 2014 em 150 capítulos.
Foi reprisada pela segunda vez pela emissora original entre 30 de julho de 2018 a 26 de março de 2019 em 167 capítulos, substituindo Bicho do Mato e sendo substituída por Caminhos do Coração às 16h.

## Elenco
| Ator                  | Personagem                               |
| --------------------- | ---------------------------------------- |
| Christine Fernandes   | Aurélia Lemos Camargo                    |
| Carla Cabral          | Maria da Glória Assunção / Lúcia         |
| Miriam Freeland       | Emília Duarte (Mila)                     |
| Gabriel Braga Nunes   | Fernando Rodrigues de Seixas             |
| Adriana Garambone     | Adelaide Tavares do Amaral               |
| Paulo Gorgulho        | Manoel Lemos                             |
| Ana Beatriz Nogueira  | Leocádia Duarte                          |
| João Vitti            | Paulo Silva de Macedo                    |
| Daniel Boaventura     | Guilherme Ferreira Pinto                 |
| Alexandre Moreno      | Dr. Augusto Pereira                      |
| Marcos Winter         | Eduardo Abreu                            |
| Petrônio Gontijo      | Dr. Torquato Ribeiro                     |
| Roberto Bomtempo      | Mário Cunha                              |
| Tânia Alves           | Firmina Mascarenhas                      |
| Ewerton de Castro     | Ministro Heródoto Duarte                 |
| Ana Rosa              | Camila Rodrigues de Seixas               |
| Leonardo Miggiorin    | Pedro Lemos Camargo Filho (Pedrinho)     |
| Camila dos Anjos      | Ana Assunção (Aninha)                    |
| Nathália Rodrigues    | Nicota Rodrigues de Seixas               |
| Cássio Reis           | Tadeu Chaves Brito                       |
| Maria Stella Tobar    | Marocas Rodrigues de Seixas (Mariquinha) |
| Marcos Breda          | Alfredo Moreira                          |
| Carlo Briani          | Delegado Rodrigo Assunção                |
| Paixão de Jesus       | Damiana                                  |
| Ingra Liberato        | Marli Lemos                              |
| Luiz Carlos de Moraes | Artur Tavares do Amaral                  |
| Luciene Adami         | Ordália                                  |
| Theodoro Cochrane     | Geraldo Duarte                           |
| Raquel Nunes          | Júlia Duarte (Julinha)                   |
| Talita Castro         | Bela Lemos                               |
| Gésio Amadeu          | Sebastião Pereira                        |
| Mariana Clara         | Nina de Pádua                            |
| Maristane Dresch      | Laura Marques                            |
| Valquíria Ribeiro     | Jesuína                                  |
| Luciano Quirino       | Simão dos Anjos                          |
| Fernando Oliveira     | Martim dos Anjos                         |
| Lena Roque            | Raimunda dos Anjos                       |
| Milhem Cortaz         | Lobato                                   |
| Rômulo Estrela        | Romualdo                                 |
| Luciano Faria         | Teodoro                                  |
| Tércio Gennari        | Hermes                                   |
| Lívia Graciano        | Germana                                  |
| Rodolfo Valente       | Mateus Bicallo                           |

### Participações especiais
| Ator                 | Personagem                       |
| -------------------- | -------------------------------- |
| Sílvia Salgado       | Emília Lemos Camargo             |
| Celso Frateschi      | Pedro Lourenço Camargo           |
| Sérgio Mamberti      | Coronel Vigário Lourenço Camargo |
| Antônio Petrin       | Ministro Inácio Silva de Macedo  |
| Rejane Arruda        | Lúcia Bicallo (verdadeira)       |
| Daniel Alvim         | Marcos Bicallo                   |
| Selma Egrei          | Irmã Carolina                    |
| Stella Freitas       | Eunice Camargo                   |
| Cida Mendes          | Eudóxia Camargo                  |
| Daniela Duarte       | Princesa Isabel do Brasil        |
| Josmar Martins       | Dr. Feijó                        |
| Tácito Rocha         | Haroldo Dias, Barão de Alcobaça  |
| Ariel Moshe          | Dr. Bráz                         |
| Pascoal da Conceição | Dr. Peçanha                      |
| Clemente Viscaíno    | Juiz                             |
| Bruno Giordano       | Delegado Téo                     |

## Música
Essas Mulheres é uma trilha sonora condizente à novela de mesmo título, exibida pela RecordTV. O álbum foi lançado em 3 de junho de 2005.
Lista de faixas
| N.º | Título                     | Música                                   | Personagem         | Duração |  |
| 1.  | "Pop Zen"                  | Nana Caymmi, Dori Caymmi e Danilo Caymmi | Abertura           | 3:43    |  |
| 2.  | "Essas Mulheres"           | Joanna                                   | Adelaide           | 3:25    |  |
| 3.  | "Uma Chance em Mil"        | J.Neto                                   | Aurélia e Fernando | 3:31    |  |
| 4.  | "Corações Animais"         | Zé Ramalho                               | Lemos              | 3:16    |  |
| 5.  | "Duas de Mim"              | Sandra de Sá                             | Lúcia              | 3:42    |  |
| 6.  | "Motivos Banais"           | Fagner                                   | Torquato           | 3:20    |  |
| 7.  | "Contigo um Pouquinho"     | Alex Cohen                               | Eduardo            | 3:47    |  |
| 8.  | "É pra Sempre Te Amar"     | Guilherme & Santiago                     | Lúcia e Paulo      | 3:45    |  |
| 9.  | "Vida"                     | Cláudio Nucci                            | Geral              | 3:45    |  |
| 10. | "Lugar de Cobra é no Chão" | Chico Buarque                            | Simão              | 4:31    |  |
| 11. | "Suave é a Noite"          | Sylvinha Araújo                          | Lúcia e Ferreira   | 4:44    |  |
| 12. | "A Janela da Cidade"       | Alexandre Leão                           | Geral              | 4:15    |  |
| 13. | "Agora Sei que Te Amo"     | M.Pop                                    | Ana e Pedrinho     | 4:31    |  |
| 14. | "Valsa Brasileira"         | Luiz Melodia                             | Aurélia            | 4:44    |  |
| 15. | "Eu Amo"                   | Alvinho e da Matta                       | Aurélia e Fernando | 4:15    |  |
| 16. | "O Meu Jeito de Agir"      | Yasmin                                   | Mila               | 4:31    |  |
| 17. | "Com Você, Sem Você"       | Banda Interativa                         | Nicota e Tadeu     | 4:44    |  |
| 18. | "Valsinha"                 | Cantrix                                  | Arthur e Ordália   | 4:15    |  |
| 19. | "Oratio"                   | Corciolli                                | Mila e Augusto     | 4:15    |  |

## Audiência

### Exibição original
O capítulo de estreia obteve 10 pontos de audiência e picos de 13, sendo uma exibição especial com 70 minutos de duração, durante a semana caiu até chegar a 7 na sexta e 6 no sábado. Em 23 de maio a novela atingiu seu maior índice com picos de 17 pontos no capítulo em que mostrava a transformação de Maria da Glória em Lúcia ao receber seu primeiro cliente como cortesã. O último capítulo, em 21 de outubro, marcou 12 pontos de audiência com picos de 14 e participação de 21% de share. Essas Mulheres teve uma média geral de 8.73 pontos. Os números foram considerados ruins pela emissora pois derrubou horrores de sua antecessora, a também o fato de Essas Mulheres não ter tido a mesma repercussão na imprensa, uma vez que foi exibida entre dois dos maiores sucessos da emissora, A Escrava Isaura e Prova de Amor.

### Segunda reprise
Em sua segunda reprise, a novela reestreou com 5.7 pontos, ficando em terceiro lugar na Grande São Paulo. Porém, em alguns de seus capítulos a novela passou a não demonstrar elevação, chegando a apresentar algumas derrotas para a Band e TV Cultura em seus primeiros meses. Bateu recorde em 6 de agosto de 2018 com 7.3 pontos sendo impulsionada pelo ultimo capítulo de Luz do Sol. Bateu recorde negativo em 25 de dezembro registrando apenas 3 pontos. Mas, com a exibição de cenas importantes a novela viu seus índices crescerem mudando o patamar do começo, passando a brigar pelo segundo lugar contra o Fofocalizando e o Casos de Família, ambos do SBT. Em 31 de outubro foi vice líder com 6 pontos com picos de 7 em São Paulo. Em 4 de janeiro de 2019, a novela mais uma vez venceu o programa de fofocas da concorrente registrando 5 pontos com picos de 6, algo que não era visto na primeira reprise. Em 21 de março de 2019, registrou sua maior audiência: 8.5 pontos e foi vice-líder isolada. O ultimo capítulo teve 7 pontos de média e foi vice-líder isolado. Fechou com média geral de 5.3 pontos, razoável para o horário das 16h.

## Exibição Internacional
| País           | Canal                           | Título local                |
| -------------- | ------------------------------- | --------------------------- |
| Brasil         | Rede Record                     | Essas Mulheres              |
| Portugal       | RTP CMTV                        | Essas Mulheres              |
| Moçambique     | TV Miramar                      | Essas Mulheres              |
| Cabo Verde     | Record Cabo Verde               | Essas Mulheres              |
| Japão          | Record Japão                    | Essas Mulheres              |
| União Europeia | Record Europa                   | Essas Mulheres              |
| Argentina      | Fox Life Canal 30               | Esas Mujeres                |
| Paraguay       | Fox Life La Tele                | Esas Mujeres                |
| Uruguay        | Fox Life La Quince              | Esas Mujeres                |
| México         | Gala TV Fox Life                | Esas Mujeres                |
| Perú           | Panamericana TV Fox Life        | Esas Mujeres                |
| Chile          | Chilevisión Fox Life            | Esas Mujeres                |
| Peru           | Fox Life RecordTV Internacional | Esas Mujeres Essas Mulheres |
| Venezuela      | Fox Life RecordTV Internacional | Esas Mujeres Essas Mulheres |
| Argentina      | Fox Life RecordTV Internacional | Esas Mujeres Essas Mulheres |
| Paraguay       | Fox Life RecordTV Internacional | Esas Mujeres Essas Mulheres |
| Uruguay        | Fox Life RecordTV Internacional | Esas Mujeres Essas Mulheres |
| Panamá         | Fox Life RecordTV Internacional | Esas Mujeres Essas Mulheres |
| Chile          | Fox Life RecordTV Internacional | Esas Mujeres Essas Mulheres |
| Bolivia        | Fox Life RecordTV Internacional | Esas Mujeres Essas Mulheres |
| Puerto Rico    | Fox Life RecordTV Internacional | Esas Mujeres Essas Mulheres |
| Colombia       | Fox Life RecordTV Internacional | Esas Mujeres Essas Mulheres |
| Honduras       | Fox Life RecordTV Internacional | Esas Mujeres Essas Mulheres |
| Ecuador        | Fox Life RecordTV Internacional | Esas Mujeres Essas Mulheres |
| Costa Rica     | Fox Life RecordTV Internacional | Esas Mujeres Essas Mulheres |
| Guatemala      | Fox Life RecordTV Internacional | Esas Mujeres Essas Mulheres |